# كنيسة كاريا
كنيسة كاريا (بالإستونية: Karja kirik)‏ هي كنيسة لوثرية من القرون الوسطى تقع في قرية ليناكا في جزيرة ساريما، إستونيا. إنها كنيسة ريفية بها أغنى زخرفة منحوتة من الحجر في العصور الوسطى في جميع دول البلطيق.

## معرض الصور

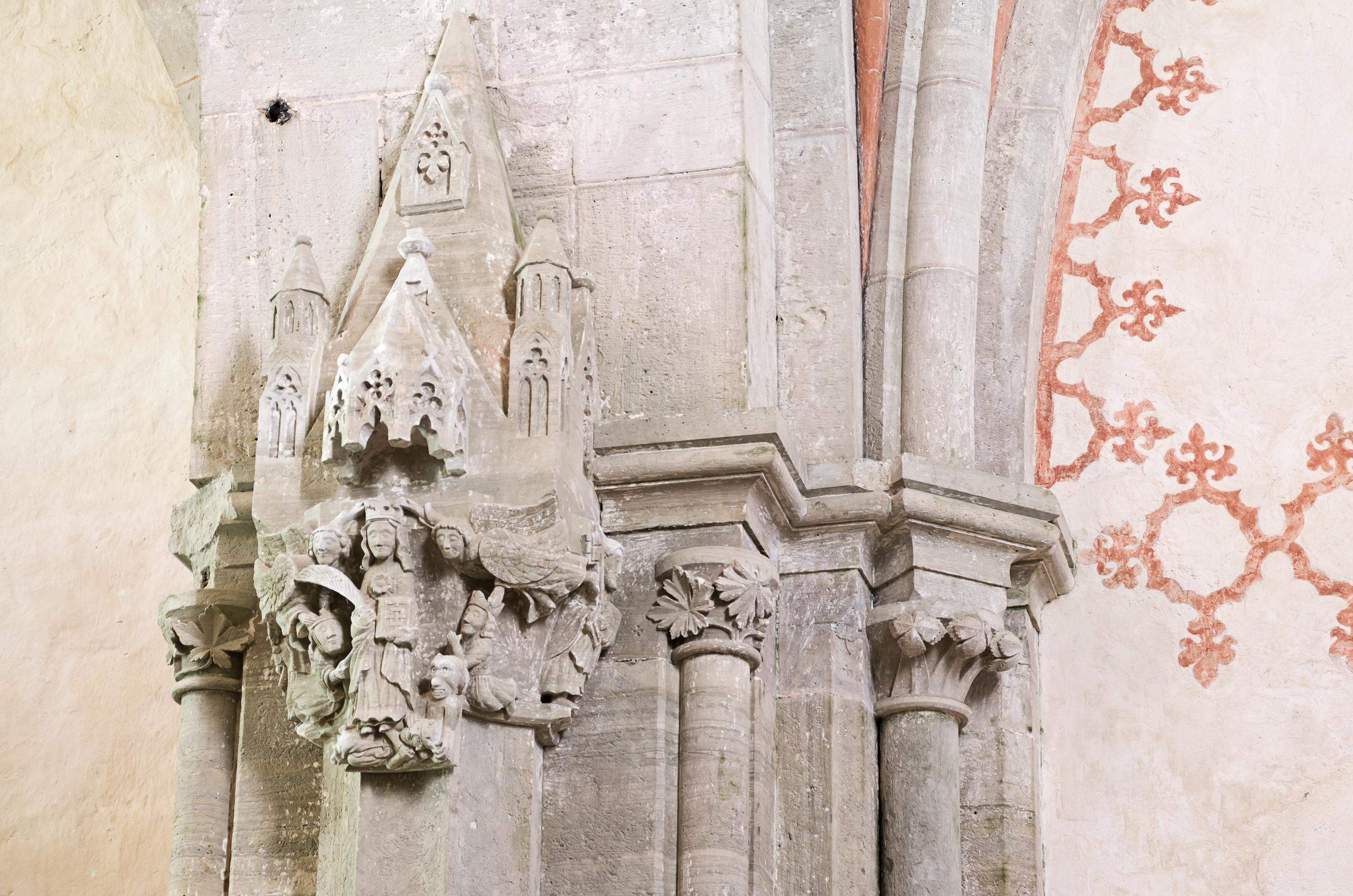
مجموعة سانت كاترين
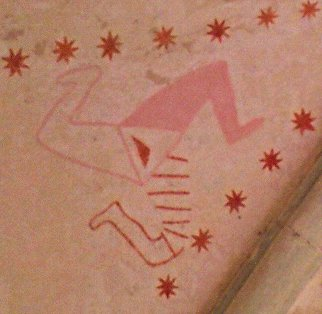
جدارية مع تريسكليون
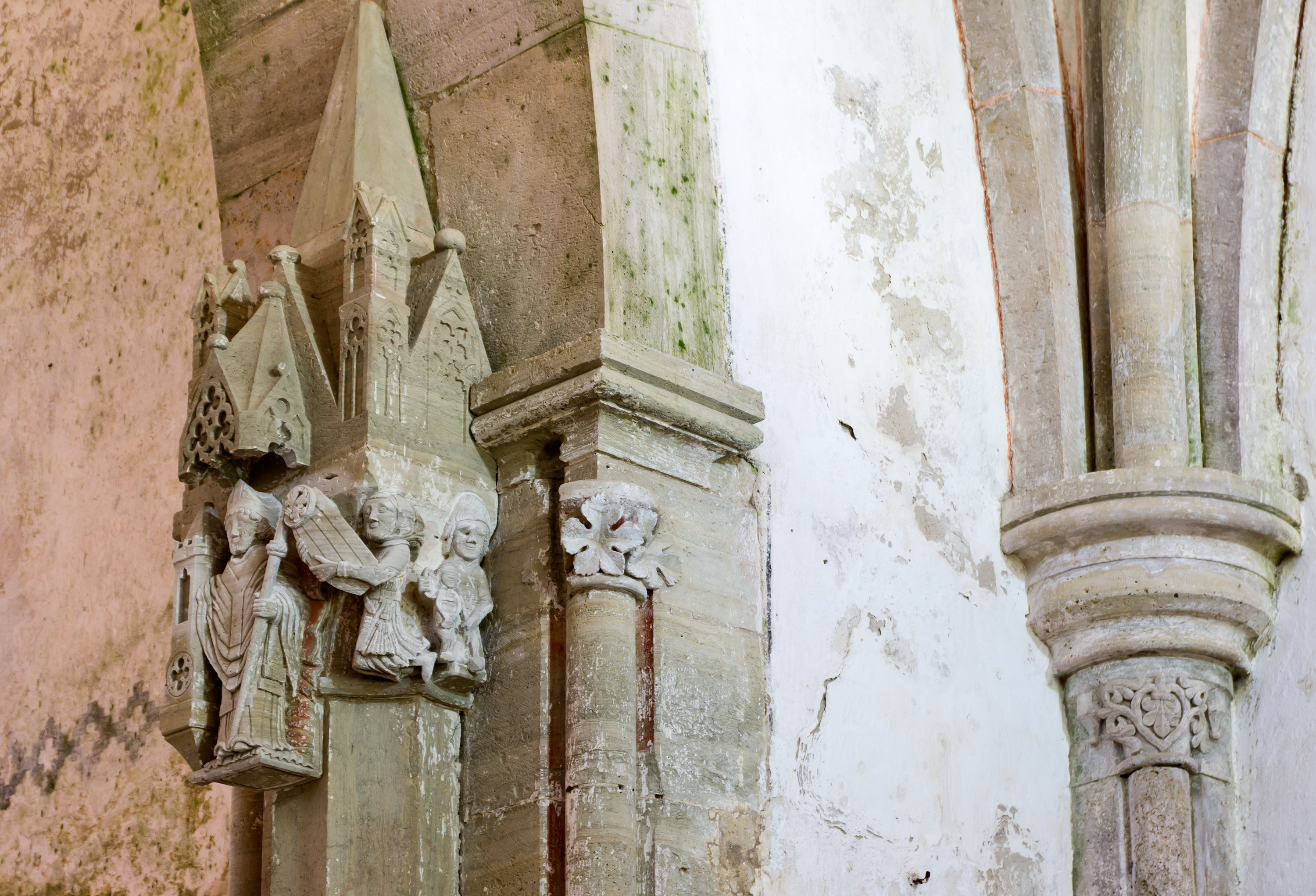
مجموعة سانت نيكولاس
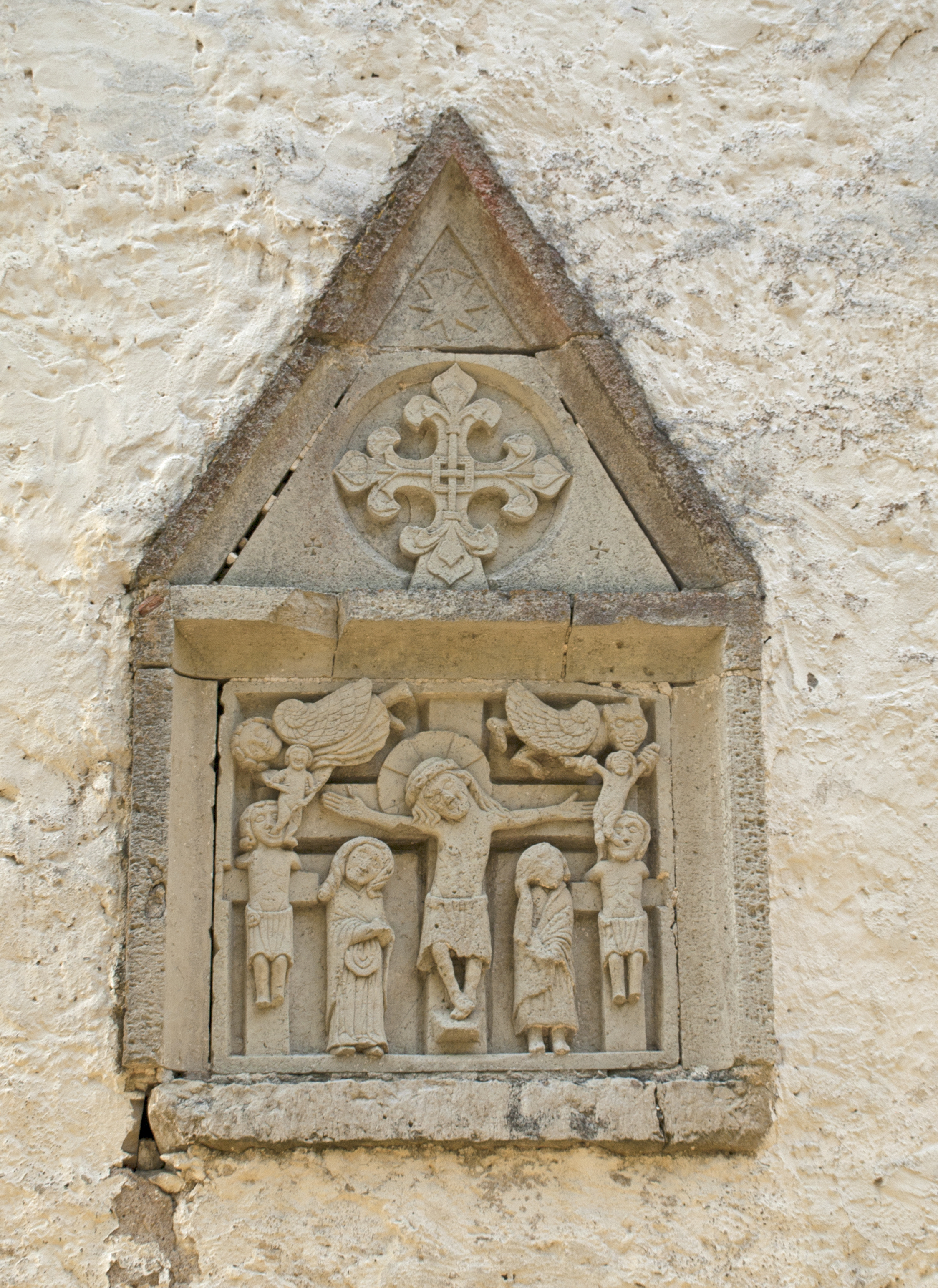
الإغاثة على الصلب

## أنظر أيضا
- العمارة في إستونيا